# Seminar Maxa Reinhardta
Seminar Maxa Reinhardta (Reinhardtov seminar) je šola za dramo Univerze za glasbo in upodabljajočo umetnost na Dunaju v Avstriji.  
Nahaja v palači Cumberland, Penzingerstraße 9, v dunajskem 14. okrožju ( 48°11′21″N 16°18′44″E / 48.18917°N 16.31222°E   ). 

## Zgodovina
Lehrgang für Declamation und Mimik (Tečaj deklamacije in mimike) je na Dunaju obstajal od leta 1852, ko je Max Reinhardt leta 1929 prejel poziv Univerze za glasbo in upodabljajočo umetnost, da bi ustvaril dramski seminar. Sprva je ta seminar poučeval v cesarskem gledališču Schönbrunn v Schlosstheatru Schönbrunn . Po Reinhardtovi izselitvi leta 1937 se je seminar leta 1940 preselil v bližnji grad Cumberland. Od leta 1948 do 1954 je seminar vodila Helene Thimig (Reinhardtova vdova). Max Reinhardt velja za zgodnjega igralca in režiserja, ki pa je svojo celotno kariero veljal za pomembno gledališko osebnost nemškogovorečega sveta. Tako je ustanavljal in financiral gledališča in vzporedno s tem obnavljal in renoviral zgradbe v katerih so domovala njegova gledališča. Veliko je dal tudi na vzgojo bodoče filmske igre. 

## Učni načrt
Seminar ponuja štiriletni tečaj, ki ga poučuje približno 40 profesorjev, med katerimi so mnogi sami opazni igralci in režiserji, npr Karlheinz Hackl, Heiner Müller, Oleg Tabakov, Giorgio Strehler, István Szabó, Klaus Maria Brandauer . Po drugem semestru se študenti specializirajo za različne veje igranja in režije. Študentske predstave so uprizorjene v grajskem teatru Schönbrunna. 

## Alumni
Znani pretekli študenti: Alfred Abel, Peter Alexander, Tonio Arango, David Bennent, Senta Berger, Marlene Dietrich, Martin Esslin, OW Fischer, Gustav Froehlich, Karlheinz Hackl, Monica Bleibtreu, Paul Henreid, Christiane Hörbiger, Kurt Kasger, Hedy Lamarr, Francis Lederer, Ute Lemper, FW Murnau, Pola Negri, Hans Neuenfels, Susi Nicoletti, Christine Ostermayer, Erika Pluhar, Helmut Qualtinger, Leni Riefenstahl, Otto Schenk, Max Schreck, Walter Schmidinger, Otto Tausig, Nadja Tiller, Conrad Veidt, Christoph Waltz, Gustav von Wangenheim, Ilse Werner, Paula Wessely, Rudolf Wessely, Peter Zinner... 